# 오테커
오테커(Autechre)는 영국의 테크노 유닛이다.